# Dekanat Jedwabne
Dekanat Jedwabne – jeden z 24 dekanatów w rzymskokatolickiej diecezji łomżyńskiej.

## Parafie
W skład dekanatu wchodzi 6 parafii:
- parafia Trójcy Przenajświętszej w Burzynie
- parafia św. Jakuba Apostoła w Jedwabnem
- parafia św. Jadwigi w Łojach-Awissach
- parafia Krzyża Świętego w Przytułach
- parafia Nawiedzenia Najświętszej Maryi Panny w Romanach
- parafia św. Antoniego Padewskiego w Stawiskach.

## Sąsiednie dekanaty
Kolno, Mońki (archidiec. białostocka), Piątnica, Szczuczyn